# Cyproniscus octospinosus
Cyproniscus octospinosus is een pissebed uit de familie Cyproniscidae. De wetenschappelijke naam van de soort is voor het eerst geldig gepubliceerd in 1972 door Menzies & George.